# ガエターノ・ダゴスティーノ
ガエターノ・ダゴスティーノ（Gaetano D'Agostino, 1982年6月3日 - ）は、イタリア・シチリア州パレルモ出身の元同国代表サッカー選手、現サッカー指導者。現役時代のポジションはミッドフィールダー。

## 経歴

### クラブ

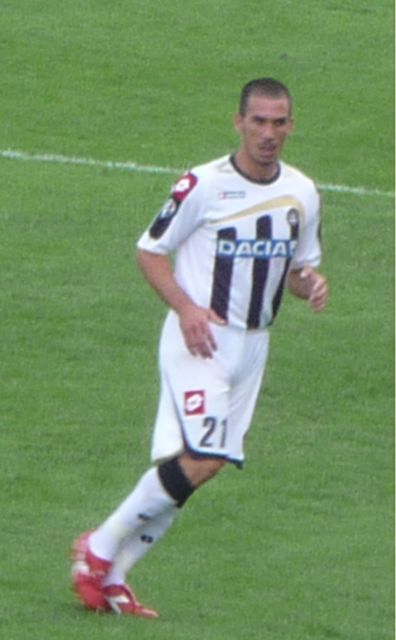
ウディネーゼ時代（2009年）

ASローマの下部組織出身。2001年にはASバーリとの共同保有選手になり、アントニオ・カッサーノと入れ替わるようにバーリに移籍した。2004年に移籍したFCメッシーナでは中心選手となり、2006年にはウディネーゼ・カルチョに移籍した。
ウディネーゼ加入当初は実力を発揮しきれなかったが、2007-08シーズンは中盤の要としてギョクハン・インレルと共にシーズンを通じて奮闘、卓越した戦術眼とパスセンスで賞賛され、UEFAカップ出場権獲得を果たした。
2010年6月3日にウディネーゼが公式にダゴスティーノをACFフィオレンティーナに売却したと発表。続く6月7日にフィオレンティーナ側も保有権を獲得したと公式に発表し移籍することが決定した。フィオレンティーナ側が保有権の50パーセントを450万ユーロで買い取る形となった。フィオレンティーナでは怪我による離脱で年間を通しての活躍は叶わなかったが、復帰後の後半戦では重要な得点を決めチームに貢献した。このシーズンは20試合出場、5得点を挙げる。
2011年6月末に共同保有権についてフィオレンティーナとウディネーゼで話し合いが行われ、その後交渉が破談、保有権は入札によって決まることになった。本人はフィレンツェに留まることを希望していたが同25日にウディネーゼに復帰することが正式に発表された。
2015年6月17日、ベネヴェント・カルチョとの契約を1シーズン早く解除。6月22日にルーパ・ローマFCに加入した。
2015-16シーズン限りで現役を引退。翌シーズンよりセリエDに所属するアンツィオ・カルチョ1924の監督に就任した。
2017年6月9日、セリエCのヴィルトゥス・フランカヴィッラ・カルチョに指揮官として招聘された。
2018年6月12日、USアレッサンドリア・カルチョ1912の監督に就任した。
2019年10月4日、カルチョ・レッコ1912の監督に就任した。
2021年6月27日、USヴィボネーゼ・カルチョの監督に就任した。

### 代表
イタリアU-21代表では17試合に出場して4得点を挙げた。2004年にドイツで開催されたU-21欧州選手権で優勝した。2008年11月にはフル代表に招集されたが、出場機会はなかった。2009年6月6日の北アイルランドとの親善試合でフル代表デビューした。

## エピソード
- 父のジュゼッペ・ダゴスティーノは10件の殺人事件に関与したシチリアマフィアの元幹部である。彼はマフィア引退後、検察のマフィア対策部に協力した“裏切り者”としてかつての“同僚”から死の脅迫を受けていた。息子のガエターノも脅迫を受け、シチリアのチームでプレーすることに危険を感じ、ローマでプレーすることを選んだ。しかし、ローマでもボディーガードを付けて練習したり、トラブルを避けるために非公開で練習することもあった[10]。

## 個人成績
| シーズン | クラブ             | リーグ     | リーグ | リーグ |
| シーズン | クラブ             | リーグ     | 出場   | 得点   |
| -------- | ------------------ | ---------- | ------ | ------ |
| 1999-00  | ローマ             | セリエA    | 0      | 0      |
| 2000-01  | ローマ             | セリエA    | 1      | 0      |
| 2001-02  | バーリ             | セリエB    | 30     | 1      |
| 2002-03  | バーリ             | セリエB    | 33     | 1      |
| 2003-04  | ローマ             | セリエA    | 16     | 1      |
| 2004-05  | ローマ             | セリエA    | 6      | 0      |
| 2004-05  | メッシーナ         | セリエA    | 15     | 2      |
| 2005-06  | メッシーナ         | セリエA    | 27     | 3      |
| 2006-07  | ウディネーゼ       | セリエA    | 23     | 0      |
| 2007-08  | ウディネーゼ       | セリエA    | 35     | 0      |
| 2008-09  | ウディネーゼ       | セリエA    | 36     | 11     |
| 2009-10  | ウディネーゼ       | セリエA    | 20     | 1      |
| 2010-11  | フィオレンティーナ | セリエA    | 20     | 5      |
| 2011-12  | シエーナ           | セリエA    | 24     | 3      |
| 2012-13  | シエーナ           | セリエA    | 8      | 0      |
| 2012-13  | ペスカーラ         | セリエA    | 7      | 2      |
| 2013-14  | シエーナ           | セリエB    | 16     | 4      |
| 2014-15  | アンドリア         | セリエD    | 9      | 0      |
| 2014-15  | ベネヴェント       | レガ・プロ | 0      | 0      |
| 通算     | 通算               | 通算       | 318    | 34     |

## タイトル

### クラブ
ローマ
- セリエA : 2000-01

### 代表
イタリア U-21
- UEFA U-21欧州選手権 : 2004